# (4682) Bykov
(4682) Bykov (1973 SO4) – planetoida z grupy pasa głównego asteroid okrążająca Słońce w ciągu 3,43 lat w średniej odległości 2,27 j.a. Odkryta 27 września 1973 roku.